# Лучинская (Архангельская область)
Лучинская — деревня в Вельском районе Архангельской области. Входит в состав Аргуновского сельского поселения (муниципальное образование «Аргуновское»).

## Географическое положение
Деревня расположена на правом берегу реки Вага, притока реки Северная Двина, в окружении трёх других населённых пунктов Аргуновского сельского поселения — деревни Палкинская на севере, деревни Овсяниковская на западе и деревни Покровская на юге. Расстояние до административного центра поселения, посёлка Аргуновский, составляет 2,0 км по прямой, или 2,4 км пути на автотранспорте. Расстояние до железнодорожной станции в городе Вельск — 6,5 км (10,5 км).
Часовой пояс
Лучинская, как и вся Архангельская область, находится в часовой зоне МСК (московское время). Смещение применяемого времени относительно UTC составляет +3:00.

## Население
| 2002 | 2010 | 2012 | 2014 |
| ---- | ---- | ---- | ---- |
| 11   | →11  | ↘10  | ↗11  |

| Население                            | на 1 января 2010 года |
| ------------------------------------ | --------------------- |
| В возрасте до 16 лет                 | 1                     |
| Трудовые ресурсы (из них работающих) | 3 (?)                 |
| Пенсионеры                           | 6                     |
| Всего                                | 10                    |
| Прибыло / выбыло (за год)            | 0 / 3                 |
| Родилось / умерло (за год)           | 0 / 0                 |

## Инфраструктура
Жилищный фонд деревни составляет 0,3 тыс. м². Объекты социальной сферы и торгового (выездного или стационарного) обслуживания населения на территории населённого пункта отсутствуют.

## История
Указана в «Списке населённых мест по сведениям 1859 года» в составе Вельского уезда Вологодской губернии как «Лучинская(Скатолово)». Насчитывала 2 двора, 4 мужчины и 3 женщины.
В материалах оценочно-статистического исследования земель Вельского уезда упомянуто, что в 1900 году в административном отношении деревня входила в состав Устьвельского сельского общества Устьвельской волости. На момент переписи в селении Лучинское(Скатилово) находилось 2 хозяйства, в которых проживало 10 жителей мужского пола и 8 женского.